# Napoletana. Antologia cronologica della canzone partenopea - Undicesimo volume (dal 1954 al 1956)
Napoletana. Antologia cronologica della canzone partenopea - Undicesimo volume (dal 1954 al 1956) è un album 33 giri del cantante Roberto Murolo pubblicato nel 1965.

## Tracce

### Lato A
1. Suonno d'ammore
2. Semplicita'
3. Scapricciatiello
4. Accarezzame
5. 'Na voce, 'na chitarra e 'o poco 'e luna
6. Te voglio bene (Tantu tantu)
7. Malatia
8. 'E stelle 'e Napule
9. Chella lla'
10. Maruzzella
11. Suspiranno mon amour
12. Guaglione
13. Suspiranno 'na canzone
14. Manname 'nu raggio 'e sole